# Aeroport de Kirkenes-Hoybuktmon
L'Aeroport de Kirkenes-Høybuktmoen (en noruec: Kirkenes lufthavn, Høybuktmoen) (codi IATA: KKN, codi OACI: ENKR) és un aeroport internacional que serveix a la ciutat de Kirkenes, municipi de Sør-Varanger, al comtat noruec de Finnmark. Es troba a Høybuktmoen, a quilòmetres a l'oest de la ciutat.
Høybuktmoen fou construït com una base aèria per la Luftwaffe durant la Segona Guerra Mundial. Les operacions civils van començar després de la guerra, però l'aeroport va ser abandonat el 1948. El 1963 es va reobrir amb una nova terminal i una pista d'aterratge més llarga. Originàriament operaven vols Scandinavian Airlines i Finnair, i des dels anys 1970 també Widerøe i Norving. A partir del 1990, cinc aerolínies han tractat d'establir rutes cap a Múrmansk, Rússia. El 2006 es va inaugurar un nou edifici per a la terminal. Per culpa del terreny, la pista no pot ser utilitzada amb certes condicions de vent, però hi ha propostes per anivellar el mateix.